# Yalganus
Yalganus là một chi bọ cánh cứng trong họ 
Elateridae.
Chi này được miêu tả khoa học năm 1975 bởi Neboiss.

## Các loài
Các loài trong chi này gồm:
- Yalganus hirticornis (Carter, 1939)
- Yalganus serricornis (Candèze, 1878)